# Tulasnella brinkmannii
Tulasnella brinkmannii é uma espécie de fungo pertencente à família Tulasnellaceae.